# Südpark (Erfurt)
Der Südpark ist mit 7 Hektar eine mittelgroße Parkanlage der Stadt Erfurt. Sie liegt in der historischen Löbervorstadt und ist aus dem 1978 geschlossenen Erfurter Südfriedhof hervorgegangen. Dessen Areal ist allerdings durch Bebauung im Norden und Süden auf weniger als die Hälfte geschrumpft, besonders durch die SED-Bezirks-Parteischule und Gebäude des Sportzentrums Erfurt. Der Park weist einen über 100 Jahre alten Baumbestand und zwei Gedenkstätten aus der Friedhofszeit auf.

## Lage
Der Südpark wird heute als Karree eingegrenzt durch die Friedrich-Ebert-Straße im Osten, die Mozartallee entlang des Steigerwaldstadions im Westen, durch Bebauung an der Johann-Sebastian-Bach-Straße im Norden und die „Alte Parteischule“ sowie das Sportgymnasium im Süden (siehe Koordinaten oben rechts).

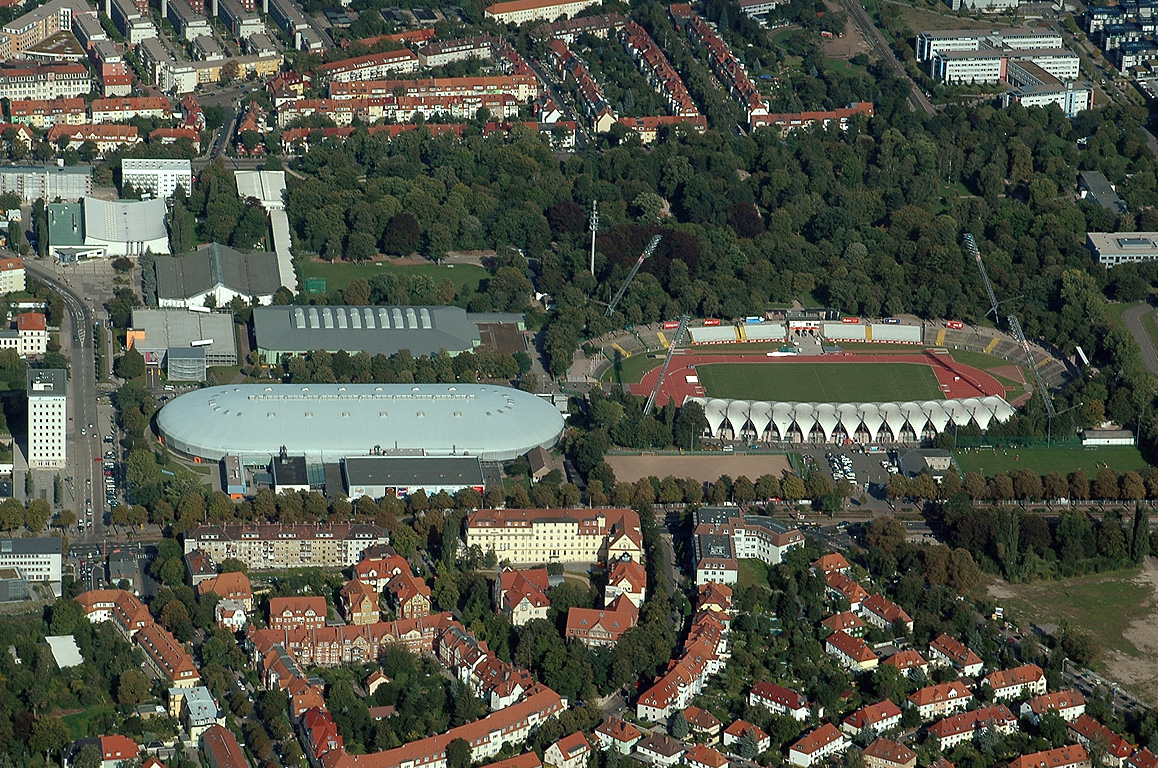
Der Südpark in seiner Lagebeziehung (oben = Osten, rechts = Süden) zum Steigerwaldstadion, anderen Sportstätten und Wohngebieten (2007)

## Geschichte

### Der Friedhof
Der Süd-Friedhof wurde 1871 bis 1876 „weit vor der Stadt“ im damaligen Löberfeld als „Außenfriedhof“ für das damals rasch wachsende Erfurt angelegt und 1871 eröffnet. Er umfasste 1877 13 Hektar und reichte von der Johann-Sebastian-Bach-Straße im Norden bis zur Schützenhaus-Straße (heute Werner-Seelenbinder-Straße) im Süden. 1875 entstand eine Leichen- und Feierhalle. 1873 begann die Einfriedung durch eine Mauer entlang der Epinay-Straße (heute Friedrich-Ebert-Straße) im Osten und wurde 1896 auch im Norden vollendet. Insgesamt wurden von 1871 bis 1956 75.000 Verstorbene auf dem Südfriedhof beigesetzt. Dazu gehörten bedeutende Erfurter Persönlichkeiten: Militärs, Kaufleute, Gärtner, Industrielle, in Kunst und Wissenschaft Tätige und deren Familien. Der Friedhof besaß entsprechend auch viele künstlerisch wertvolle Grabdenkmäler. Mit seinem reichen Bestand an Bäumen und Sträuchern wurde er als „einer der schönsten Friedhöfe Mitteldeutschlands“ und als „einer der schönsten Gottesäcker in ganz Deutschland“ eingeschätzt. Die Ruhestätte sei „gleich einem weihevollen Dome“ gewesen. Aufgrund von Platzmangel auf dem Südfriedhof wurde 1913 bis 1916 der Hauptfriedhof Erfurt an der Binderslebener Landstraße angelegt. Noch 1923 weihte man ein Krematorium mit neuer Feierhalle auf dem Südfriedhof ein. Ab 1936 waren auf ihm nur noch Urnen-Bestattungen zugelassen.
Am 24. Februar 1944 stürzte ein abgeschossenes deutsches Jagdflugzeug Me 110 auf den Südfriedhof und zerstörte 50 Gräber. In der Nacht vom 26. zum 27. November 1944 detonierte eine britische Minenbombe auf dem Südfriedhof, das Krematorium wurde in Mitleidenschaft gezogen.

### Der Park
Der Erfurter Magistrat schätzte bereits Mitte der 1930er Jahre ein, dass „der Südfriedhof später einen prächtigen Park abgeben wird“. 1956 wurde der Friedhof geschlossen und sollte nach 20 Jahren in eine Parkanlage umgewandelt sein. Die Grabsteine wurden beseitigt, die Grabhügel eingeebnet, die solide Mauer an der Friedrich-Ebert-Straße abgerissen und der üppige Bestand an Sträuchern und Bäumen stark gelichtet (Kastanien, Ahorn, Pappeln, Linden, Eichen, Buchen und Kiefern). „Der Pflege Aller anbefohlen bleiben das polnische Ehrenmal und die Gedenkstätte für die Bombenopfer“. „Schon vor einiger Zeit nahm die SED einen Teil des Platzes der Toten für sich in Anspruch und baute dort ihre Bezirks-Parteischule“ (1969 bis 1971). 1978 wurde der Friedhof geschlossen, auf dem mittleren Teil von ihm (etwa der Hälfte des ursprünglichen Areals) ab 1970 der einfache Park angelegt. Das Wegenetz aus der Friedhofszeit blieb im Wesentlichen unverändert. Das gut erhaltene Krematorium (arbeitete bis 1977) mit Feierhalle wurde 1978 abgetragen. Alle Grabsteine, auch bedeutende Grabdenkmäler, sind beseitigt worden. Es sollte in der Nähe der SED-Parteischule möglichst nichts mehr an die Vergangenheit als Friedhof erinnern.
Im Norden des Friedhofsgeländes hatte es an der Johann-Sebastian-Bach-Straße eine Gärtnerei gegeben, nordöstlich an der Friedrich-Ebert-Straße eine kleine pharmazeutische Fabrik. Diese brannte aus ungeklärter Ursache in den 1970er Jahren ab. Das Areal wurde zur DDR-Zeit und nach der Wende bebaut.
Einziges verbliebenes Gebäude aus der Friedhofszeit ist ein im Zentrum des Parks gelegener Klinkerbau, der als Wohnhaus und Ausbildungszentrum für werdende Landschaftsgärtner dient. Das Gebäude ist von einer kleinen, umzäunten Gartenanlage umgeben. Das abgetragene Krematorium hatte östlich davon gelegen und fast bis zur Friedrich-Ebert-Straße gereicht.
Im nordwestlichen Bereich des Parks befindet sich jetzt ein „Abenteuer-Spielplatz Südpark“. Umzäunt in den Park hinein stehen in Nachbarschaft zum Stadion hässliche und beschmierte Flachbauten. Der Restbestand an Büschen und Sträuchern im Park wurde 2013/2014 beseitigt. Seitdem sind die Singvögel entsprechend rar geworden oder ganz verschwunden.
Ende der 1970er, Anfang der 1980er Jahre hatte es Überlegungen der politischen Führung gegeben, ein Kongresszentrum im Südpark zu errichten, direkt daneben ein Heizhaus. Der Baumbestand des Südparks, der eine kleine grüne Oase in schlechtem Stadtklima darstellte, wäre dafür geopfert worden. Dann entstand jedoch stattdessen Mitte/Ende der 1980er Jahre am Hirschgarten, dem damaligen „Platz der Deutsch-Sowjetischen Freundschaft“, im Zentrum von Erfurt – der Rohbau eines „Hauses der Kultur“. Dieser wurde Mitte/Ende der 1990er Jahre, nach der „Wende“, wieder abgebaut.

## Gedenkstätten
- Kriegsgräberstätte für deutsche Tote von März/April 1945: Eine Steinplatte zeigt die Inschrift: „Hier ruhen Bombenopfer des Frühjahrs 1945“. Es wurden über einem Gräberfeld 37 Granitkreuze vom Volksbund Deutsche Kriegsgräberfürsorge errichtet, von denen jedes drei Namen trägt. Nicht von allen 108 Toten sind Geburts- und Sterbedaten ersichtlich, zum Teil auch verwittert. 60 % sind Männer, 40 % Frauen, keine Kinder (?). Knapp die Hälfte der Opfer starb am 30. und 31. März 1945 (amerikanische Bombenangriffe auf Erfurt), etwa ein Viertel am 10. bis 12. April 1945 (Artilleriebeschuss, Tiefflieger, Einnahme der Stadt durch US-Truppen), knapp ein Viertel hat ein angegebenes Sterbedatum nach der Besetzung im Laufe des April (vielleicht zum Teil später aufgefundene Tote).
- Gedenkstätte für polnische Opfer: Denkmalinschrift: „Hier ruhen polnische Staatsangehörige, die in faschistischen Lagern gestorben sind“ (auf beiden Seiten Tafeln mit etwa 170 Namen und Hinweis auf 118 namentlich Unbekannte). Zur DDR-Zeit stand hier nur der mittlere Gedenkstein. Die jetzige, eingefriedete Anlage wurde nach der Wende gestaltet.

Die restaurierte deutsche Grab- und Gedenkstätte wurde 1995 durch den Volksbund Deutsche Kriegsgräberfürsorge wieder eingeweiht. Seit 2019 gibt es neben den Gräbern eine Informationstafel zu den Geschehnissen im März und April 1945 in Erfurt, eingeordnet in die geschichtlichen Zusammenhänge. Sie wurde, unter Betreuung durch den Volksbund Thüringen, von Schülern zweier Erfurter Gymnasien gestaltet.

## Bilder

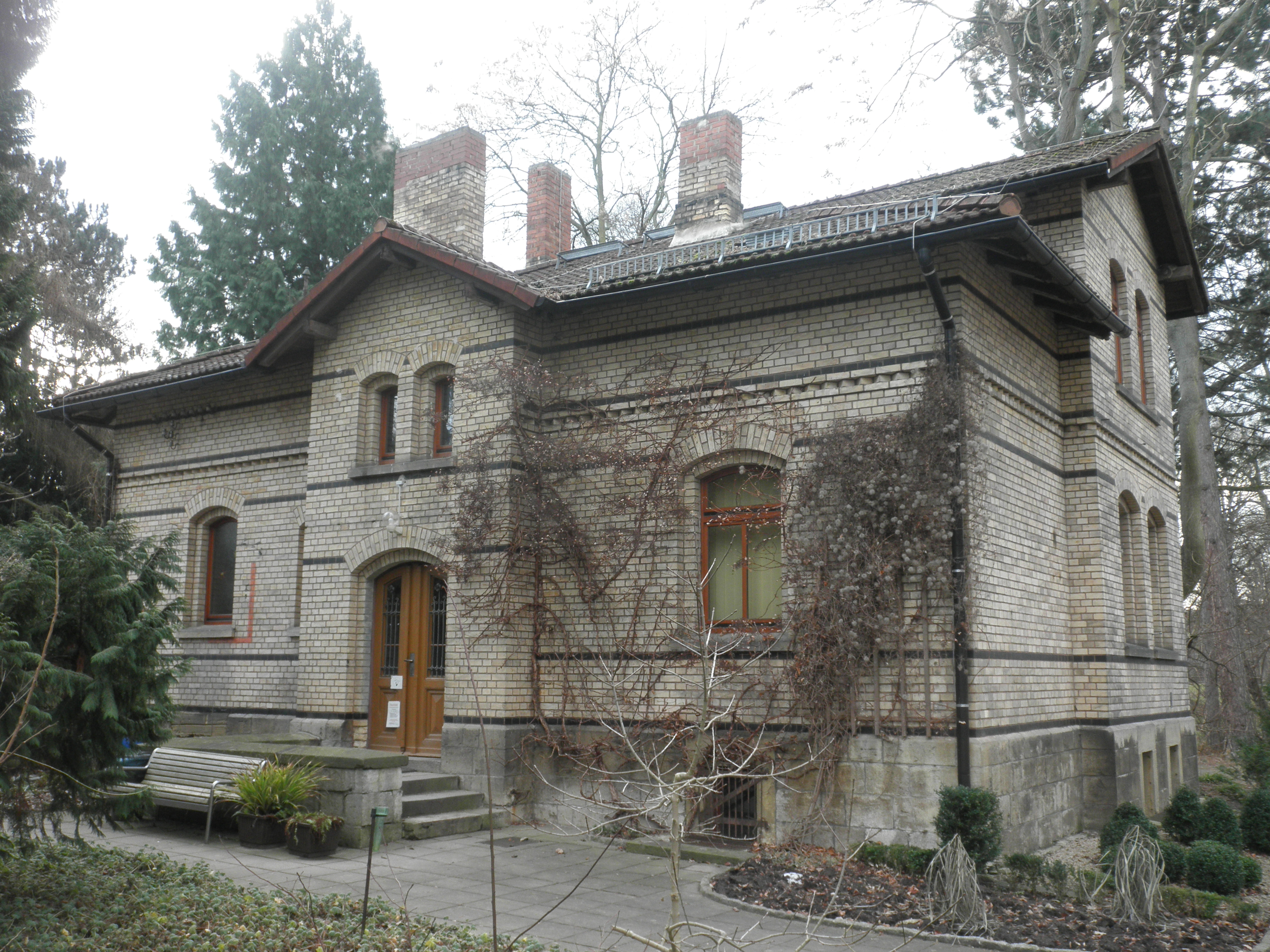
Letztes Gebäude aus der Friedhofszeit: Wohnhaus und Ausbildungszentrum
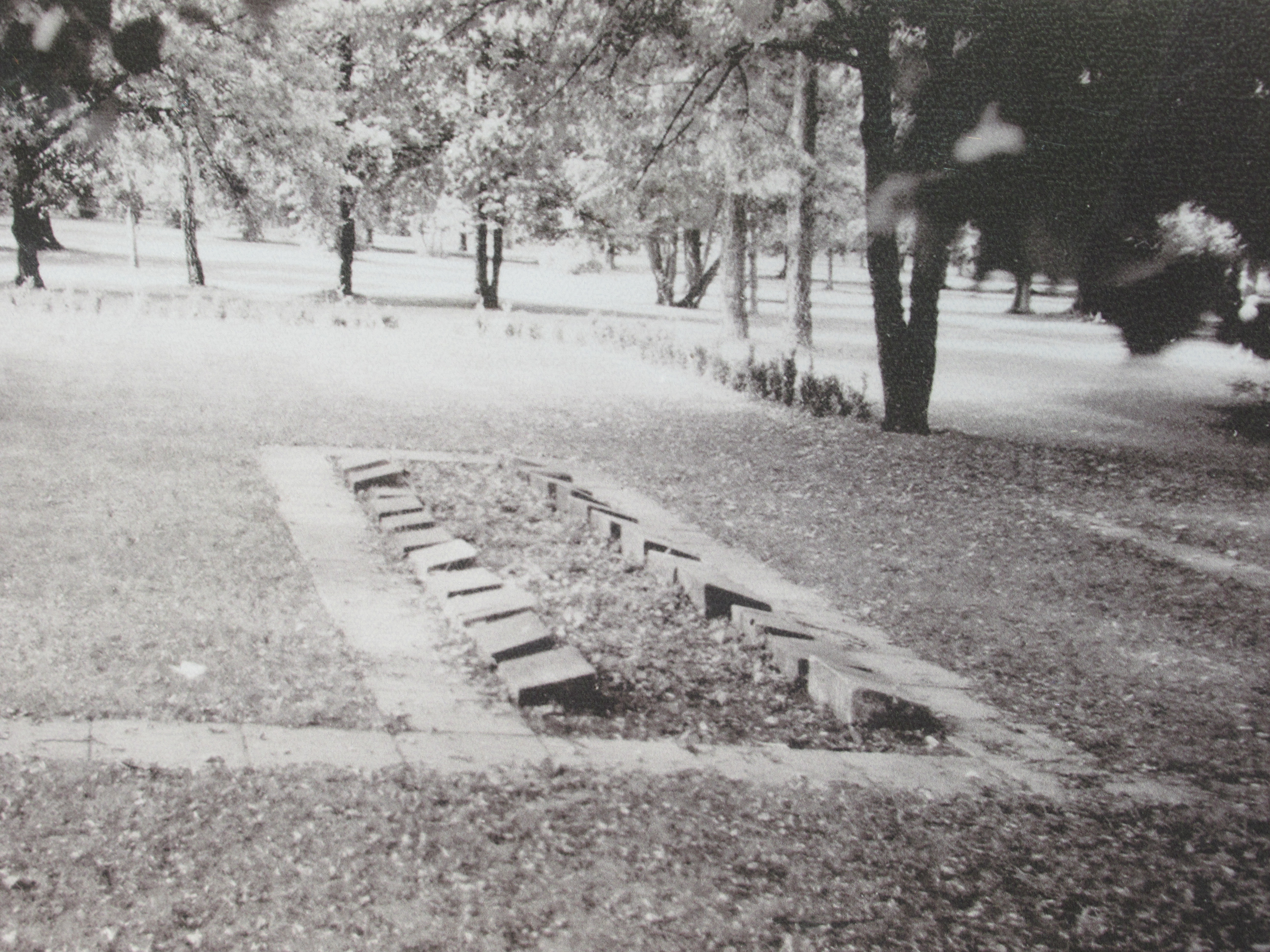
Deutsche Kriegsgräberstätte 1993
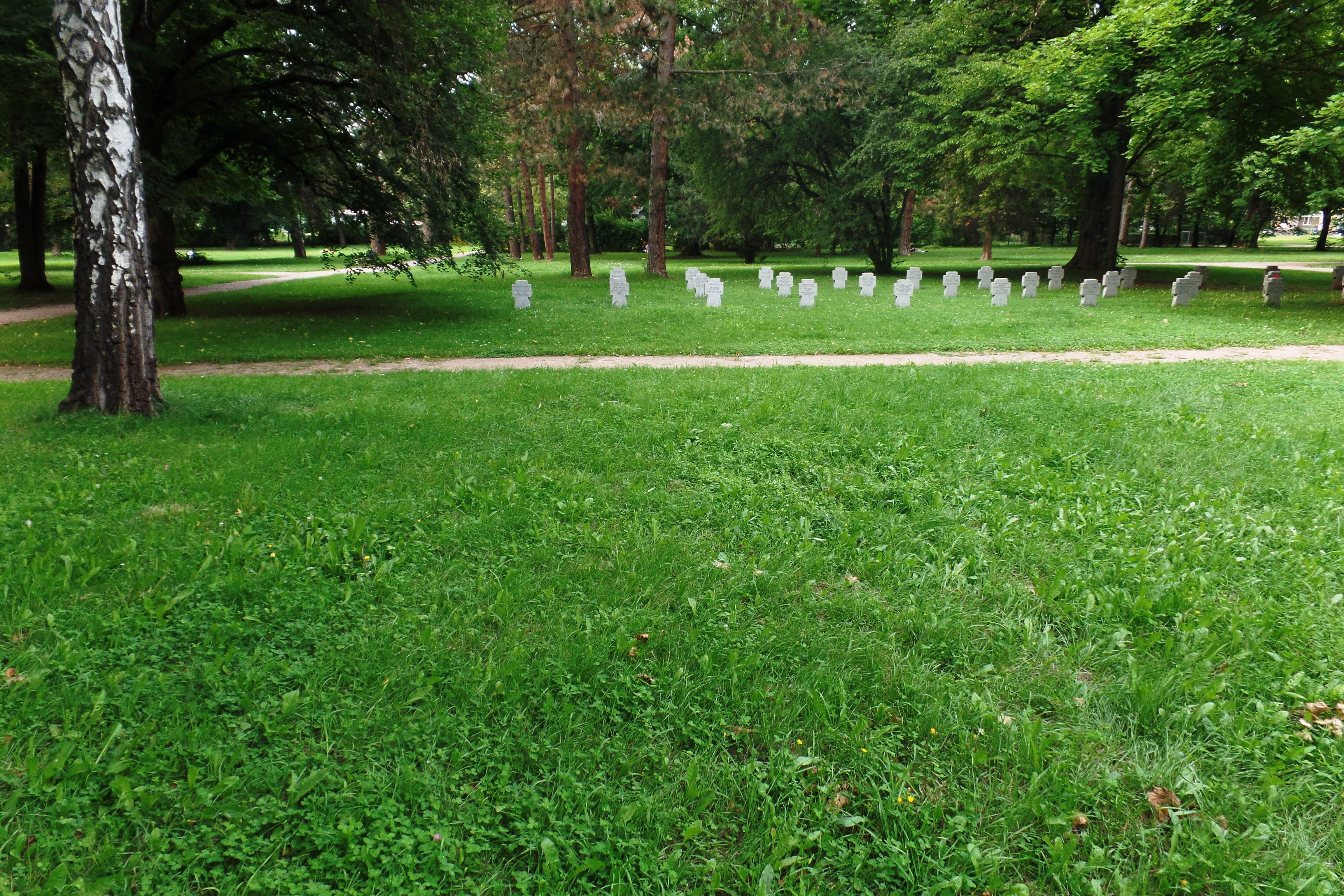
Deutsche Kriegsgräberstätte von 1995 (2017)
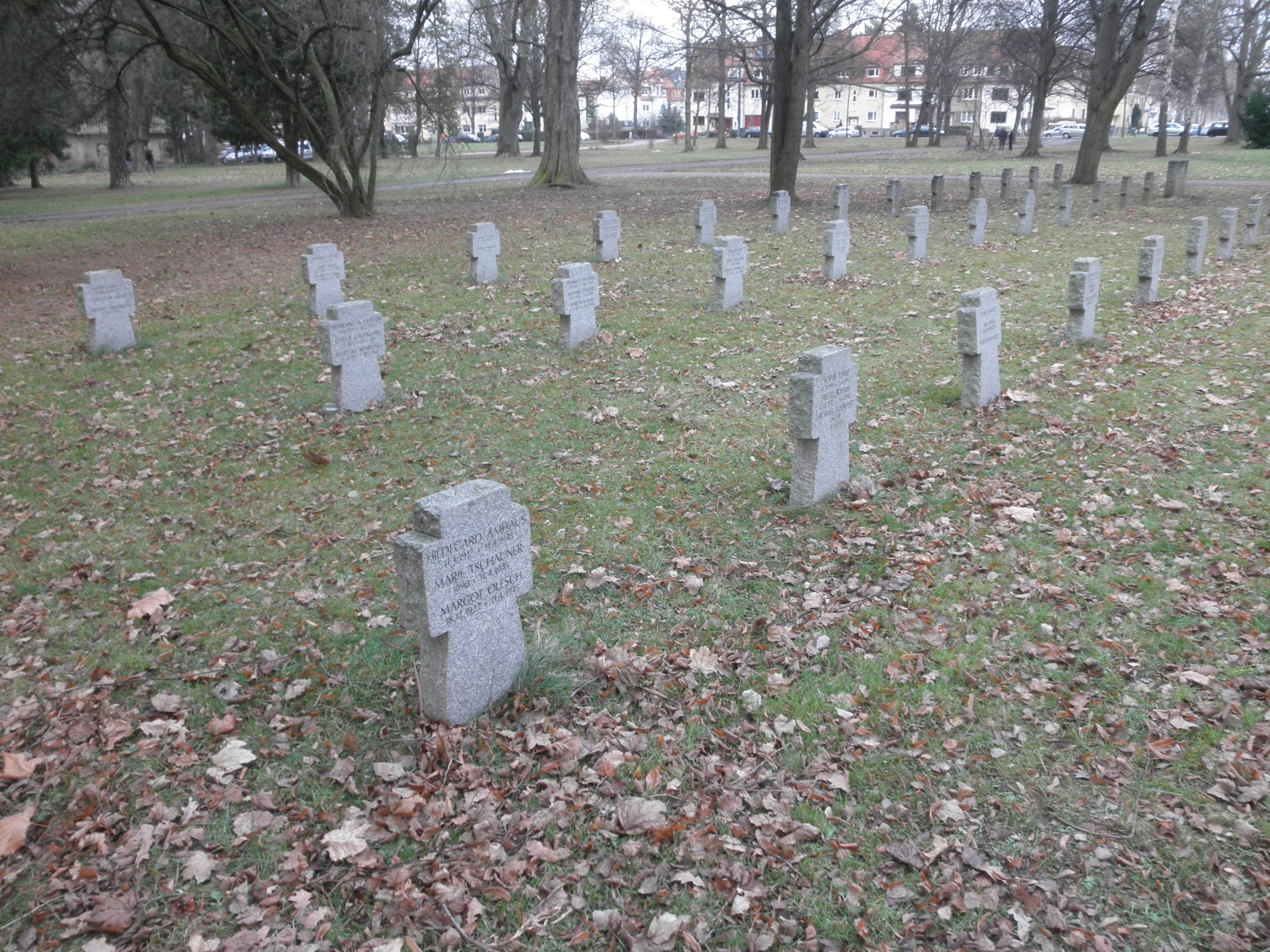
Deutsche Kriegsgräberstätte von 1995 (2015)
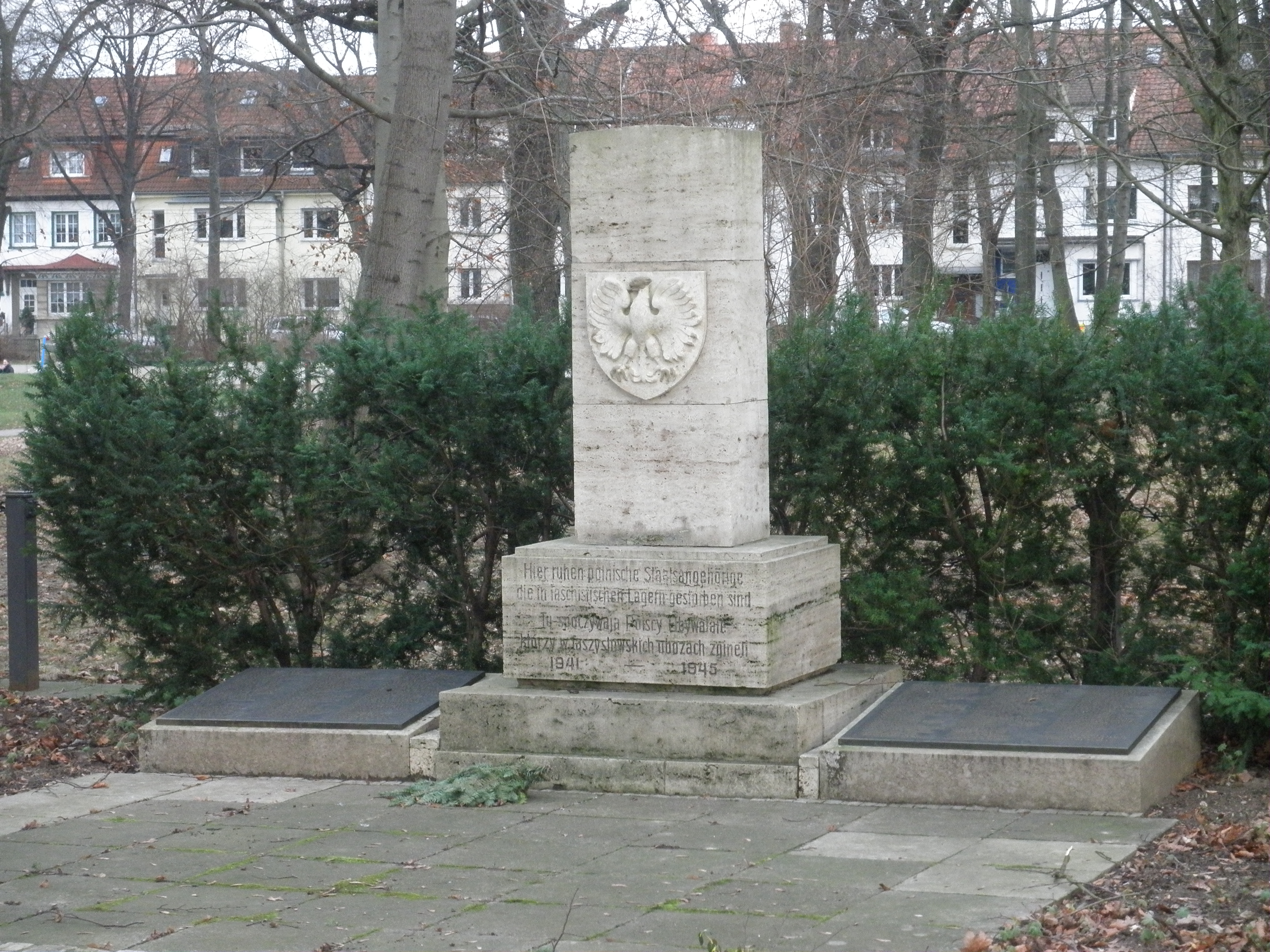
Polnische Gedenkstätte
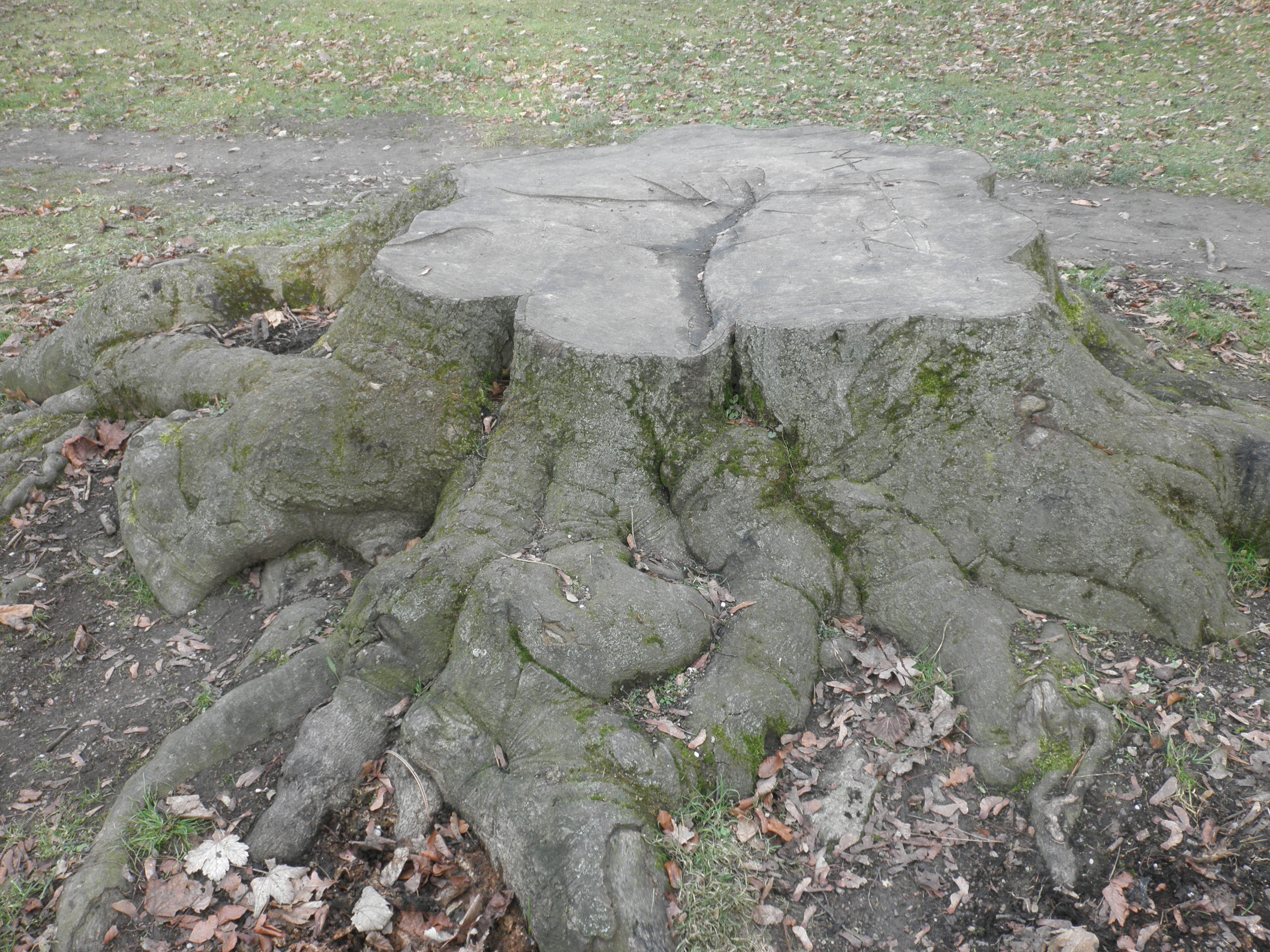
Alter Rotbuchenstumpf im Park